# Teufelsloch (Teufelsbäder)
Koordinaten: 51° 42′ 18,1″ N, 10° 17′ 25,2″ O
Das Teufelsloch ist eine Karstquelle bei Osterode am Harz in Niedersachsen.

## Beschreibung

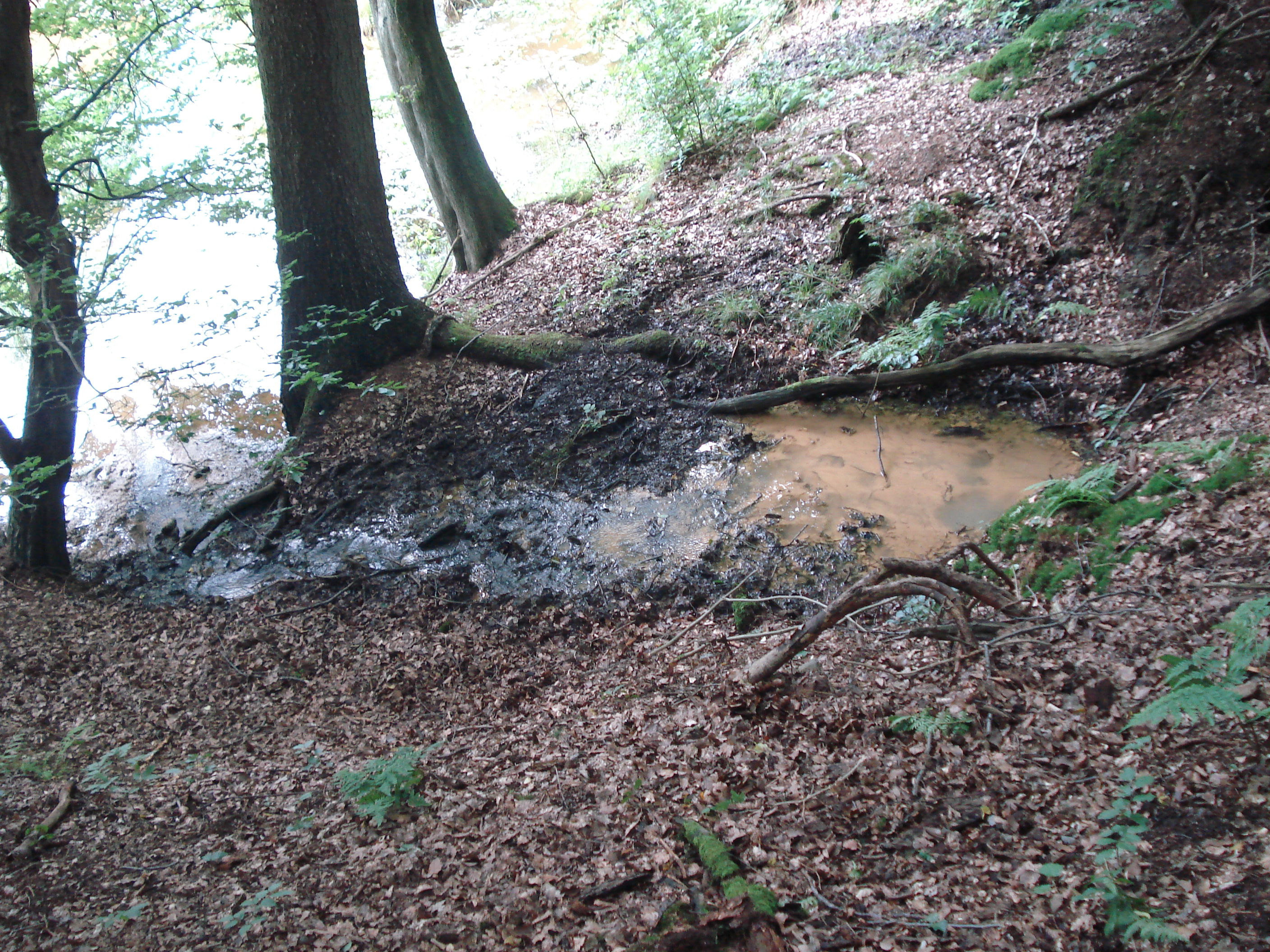
Sporadisch austretende Quelle am Ufer des Teufelsloches

Das Teufelsloch liegt südöstlich von Augustental in einem Hochwald am Karstwanderweg. Es ist ein kreisrunder versumpfter Erdfall, gefüllt mit grünbläulich schimmerndem Wasser. Der abfließende Bach speist die westlich liegenden Teufelsbäder und fließt dann über die Apenke der Söse zu. Nach Starkregenereignissen treten weitere Quellen im Uferbereich aus, die dem Karstwasser im Teufelsloch eine bräunliche Farbe geben. Das Teufelsloch liegt innerhalb des Naturschutzgebiets Teufelsbäder.

## Volksglauben um das Teufelsloch
Früher sah man im Teufelsloch etwas Bedrohliches. Die Herkunft des bläulich schimmernden Wassers aus der unheimlichen Tiefe konnten sich die Menschen nicht erklären. Man erzählte sich von Irrlichtern in Menschengröße, die nächtliche Wanderer über den abgeknickten Baum in das Teufelsloch lockten. Andere glaubten, im Wasser lauere der Teufel in Gestalt eines riesigen einäugigen Fisches mit einem nadelscharfen Gebiss.
Der Namensgeber der Karstquelle soll ein Ritter gewesen sein, der das Wasser als Teufelsloch bezeichnete, weil er sein Pferd tränken wollte, der Rand desselben jedoch zu steil für das Pferd gewesen war. Derselbe Ritter gab kurz darauf auch Lerbach seinen Namen.